# Municipio Amecameca
Koordinaten: 19° 8′ N, 98° 46′ W
Amecameca ist ein Municipio im mexikanischen Bundesstaat México. Es gehört zur Zona Metropolitana del Valle de México, der Metropolregion um Mexiko-Stadt. Der Sitz der Gemeinde und größter Ort im Municipio ist Amecameca de Juárez, die nächstgrößeren Orte sind San Pedro Nexapa und San Antonio Zoyatzingo. Das Municipio hatte im Jahr 2010 48.421 Einwohner, seine Fläche beträgt 190 km².

## Geographie

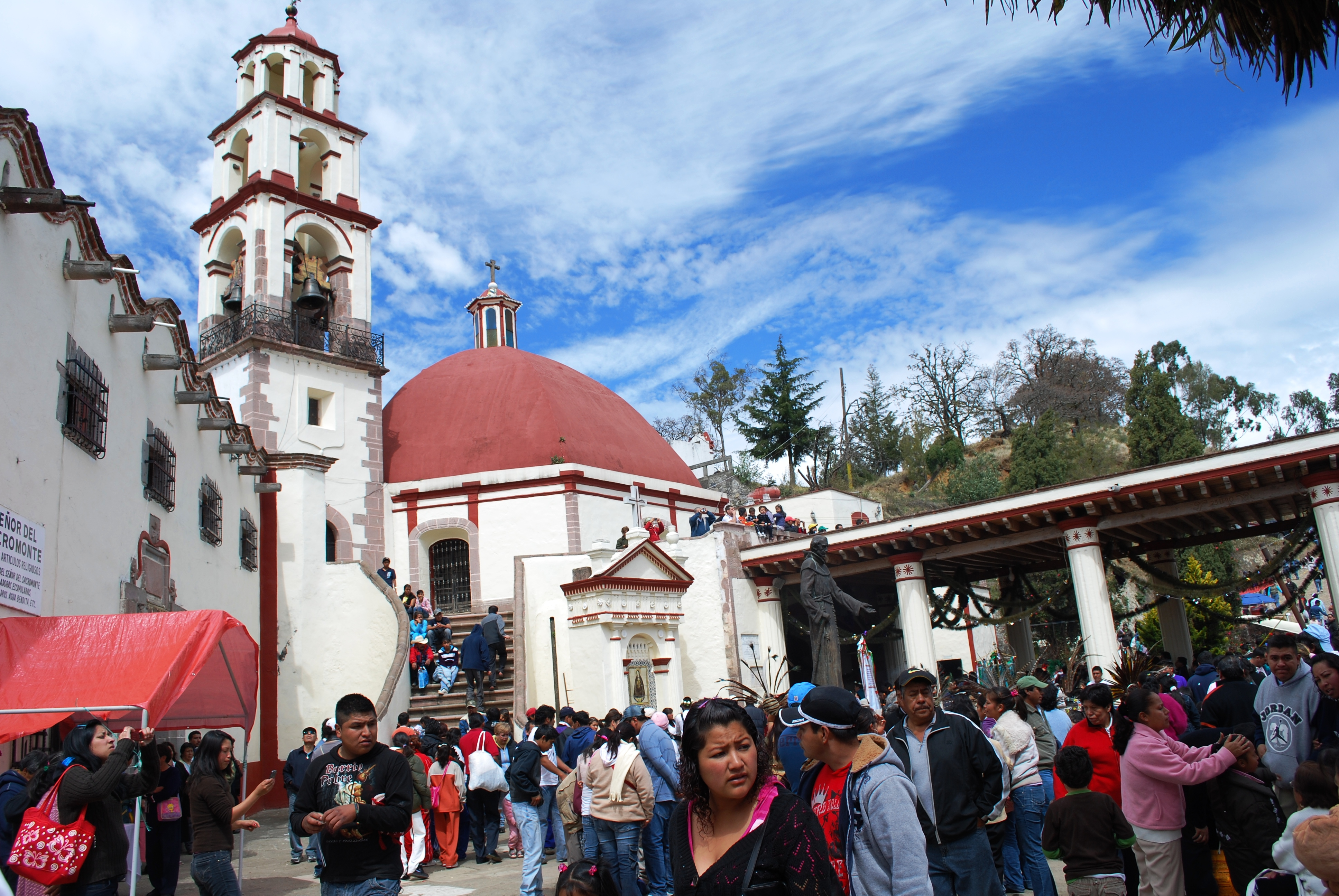
Festival de Sacromonte

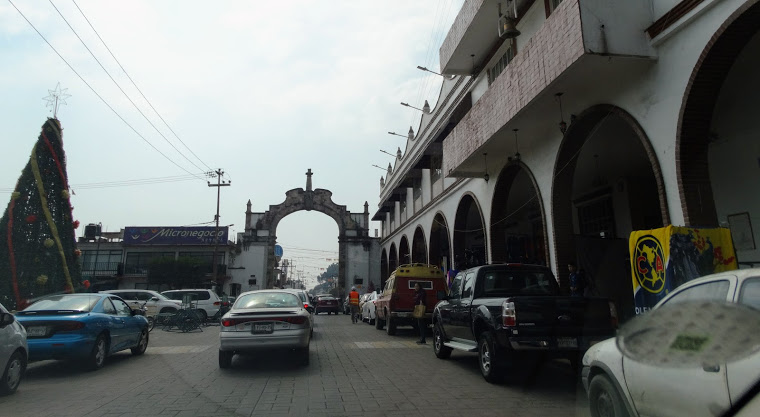
Die Strasse im Altstadt

Amecameca liegt im Osten des Bundesstaates Mexiko, 45 km südwestlich von Mexiko-Stadt.
Das Municipio grenzt im Westen an die Municipios Ayapango und Juchitepec, im Süden an die Municipios Atlautla und Ozumba, im Osten an den Bundesstaat Puebla und im Norden an Tlalmanalco.

## Geschichte
1936 kam der letzte regierende Fürst des Fürstentums Schaumburg Lippe, Adolf II., mit seiner Frau bei einem Flugzeugabsturz im Gebiet des Municipio Amecameca ums Leben.